# نهر فيتزروي

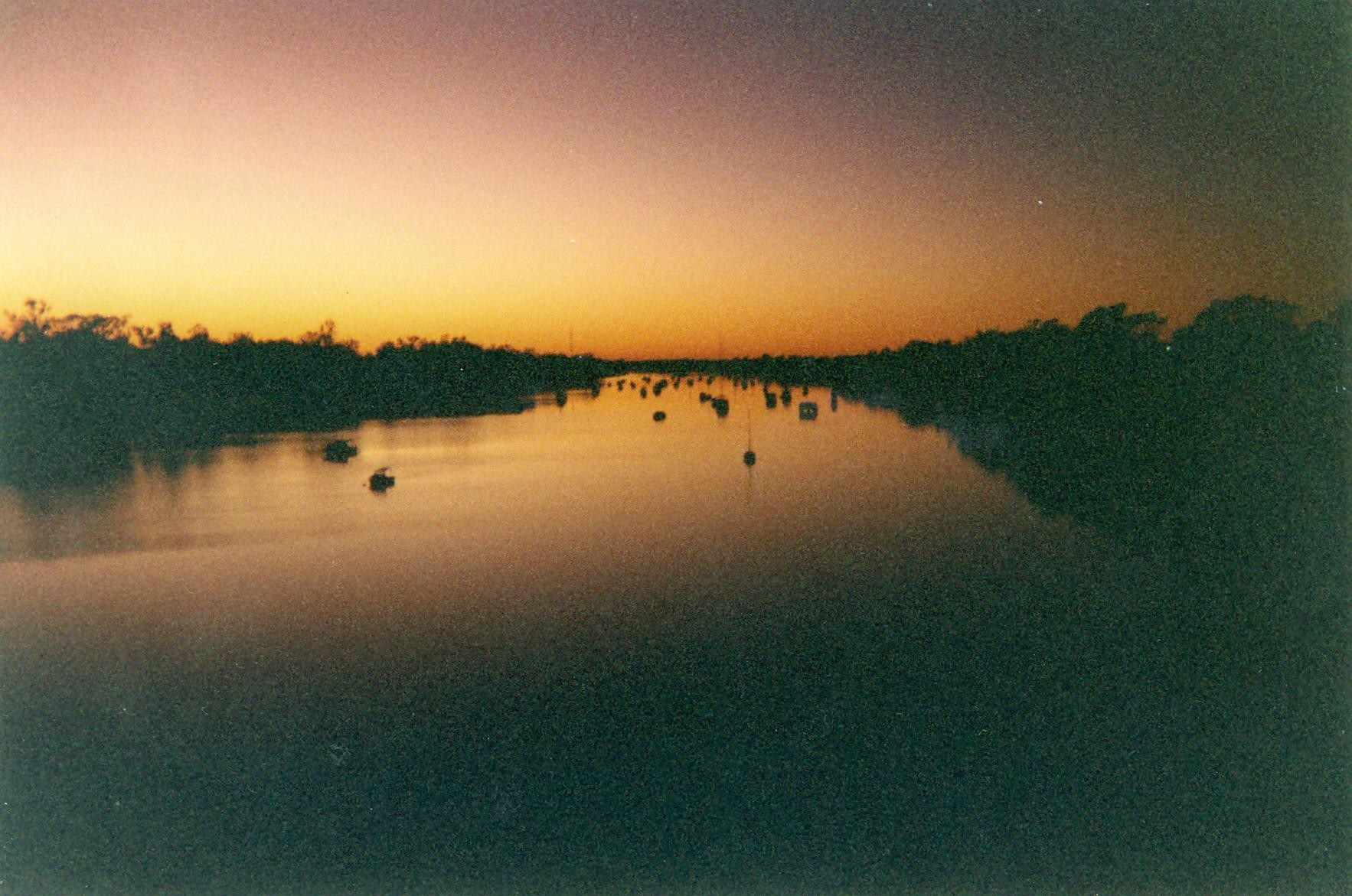
نهر فيتزروي
نهر فيتزروي بالإنجليزية (Fitzroy River): نهر يقع بولاية كوينزلاند، أستراليا,طول النهر 480 كم, مسطح حوضه المائي يغطي مساحة 142655 كم2, مما يجعله صاحب أكبر مسطح مائي في الساحل الشرقي الأسترالي, النهر يتكون من التقاء نهر ماكنزي ونهر داوسون, النهر سُمي من قبل تشارلز Charles ووليام آرتشر William Archer تكريماً للسيد تشارلز فيتزروي Charles FitzRoy حاكم مستعمرة نيوساوث ويلز حيث أن كوينزلاند لم تنفصل كمستعمرة إلاّ عام 1859.